# تندول
تندول (به لاتین: Təndul) یک منطقهٔ مسکونی در جمهوری آذربایجان است که در شهرستان لریک واقع شده‌است.

## ریشه واژه
تندور در زبان تالشی به‌معنی تنور و تور یا تول به‌معنی گِل است و تندول به‌معنی روستایی با تنورهای ساخته‌شده از گِل است.